# Leucanopsis mailula
Leucanopsis mailula là một loài bướm đêm thuộc phân họ Arctiinae, họ Erebidae.